# Alberto Fernández Galar
Alberto Fernández Galar (Madrid, 29 d'octubre de 1916 - ?) fou un polític espanyol, governador civil i procurador en Corts durant el franquisme. De jove va lluitar com a voluntari a la guerra civil espanyola en el bàndol revoltat. Va ocupar càrrecs al Sindicato Español Universitario, al Frente de Juventudes i fou inspector nacional de la Guàrdia de Franco en 1945. Després fou funcionari tècnic del Ministeri d'Informació i Turisme. El 5 d'abril de 1952 fou nomenat Cap de l'Obra Sindical d'"Educación y Descanso", el que comportava un escó com a procurador en Corts. El 30 de juliol de 1959 deixà el càrrec quan fou nomenat Delegat Nacional d'Organitzacions del Movimiento el que comportava continuar com a procurador en Corts en qualitat de "consejero nacional". Simultanejaria el càrrec amb el de governador civil de Lleida, càrrec que va ocupar des d'abril de 1956 fins al març de 1960. Durant el seu mandat va fer decaure el poder municipal del Caliu Ilerdenc.
Deixà l'escó a les Corts el març de 1966 quan fou nomenat governador civil de Las Palmas, càrrec que va ocupar fins a setembre de 1972.